# Escala de la natura
L'escala de la natura, scala naturæ, gran cadena de la vida o gran cadena de l'ésser, és una idea recurrent en la història de la biologia segons la qual tots els organismes poden ser ordenats de forma lineal, contínua i progressiva, començant pel més senzill fins a arribar al més complex, que normalment s'identifica amb l'home.

## Origen de la idea
La idea de l'escala de la natura es remunta a les representacions més antigues de la natura, com ara L'escala de Jacob a la Bíblia. En filosofia, l'inici d'aquesta idea es troba al Timeu de Plató, en què les formes animals apareixen com a resultat de la degradació progressiva a partir de l'home.

## La idea d'escala de la natura en filosofia de la natura

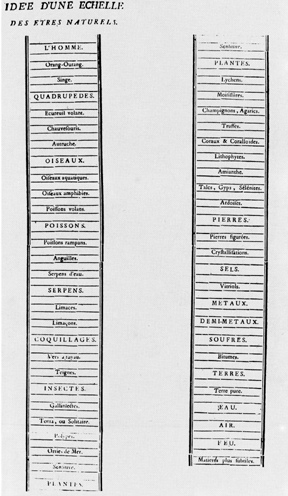
L'escala dels éssers segons Charles Bonnet.

Aristòteles construeix diverses sèries orgàniques en funció de diversos criteris. Tanmateix, encara es tracta d'una conceptualització molt vaga de la idea, que no arribarà a sistematitzar-se fins al Renaixement, quan comença a proliferar l'interès per les formes intermèdies entre animals i plantes. Destaca l'obra d'Edward Tyson (1651 - 1708). Al segle xviii, la idea de l'escala de la natura coneix el seu major apogeu, relacionant-se amb el tema de la unitat anatòmica dels animals. L'obra de Leibniz i els seus treballs sobre el càlcul infinitesimal donaran un nou impuls a la idea, que es resumeix en la cèlebre frase "la naturalesa no fa salts". Així, la creença en l'escala de la natura esdevé comuna a la majoria de naturalistes, com ara Buffon o Linné, tot i que Charles Bonnet fou el que més lluny dugué aquesta convicció.

## L'escala de la natura i lateoria de l'evolució

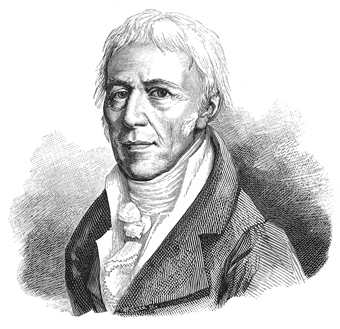
Retrat de Jean-Baptiste Lamarck

Lamarck fou el primer naturalista a oferir una interpretació filogenètica de la cadena de l'ésser. Segons Lamarck, la tendència intrínseca de la natura vers l'augment de la complexitat explicaria el tronc ascendent que es pot traçar des dels organismes més senzills fins als més complexos.